# 古曳保正
古曳 保正（こびき やすまさ、1906年2月21日 - 2003年2月6日）は、日本の柔道家（講道館9段）、教育者。

## 経歴
| 段位 | 年月日（年齢）         |
| ---- | ---------------------- |
| 入門 | 1927年5月1日（21歳）   |
| 初段 | -                      |
| 2段  | -                      |
| 3段  | 1927年5月29日（21歳）  |
| 4段  | 1928年10月28日（22歳） |
| 5段  | 1931年10月16日（25歳） |
| 6段  | 1939年6月15日（33歳）  |
| 7段  | 1947年9月11日（41歳）  |
| 8段  | 1967年5月2日（61歳）   |
| 9段  | 1988年（82歳）         |

鳥取県西伯郡法勝寺村（現・南部町）出身。小学校高等科まで剣道に励み、旧制米子中学校（現・県立米子東高校）でも剣道部に入部するが上級生に気の合わない者がいて退部、阿部信文の勧誘もあり柔道部へ転入部した。阿部や山根英師など諸先輩の胸を借りて学業成績が下がるほど柔道に熱中し、親や兄弟が柔道をやめるよう言ったが親の目を盗んでは稽古に励んだ。
1924年、旧制松江高校主催の山陰中学校大会の選手に選ばれて出場、旧鳥取一中学校（現・県立鳥取西高校）相手に2人勝ち抜き、選手としての地位は確立された。さらに同年6月、京都武徳会主催の全国中等学校大会で準決勝進出を果たすと、秋には県中学校大会で優勝を遂げ、1925年には武徳会から初段を許された。この年、旧制鳥取高農主催の近県中学校大会では主将として優勝、さらに県下中学校大会でも優勝を遂げ、米子中学校柔道部の黄金時代を築いた。
中学校を卒業後は先に進学していた阿部の誘いを受けて1927年に東京高等師範学校体育科に進み、ここで当時校長であった嘉納治五郎のほか永岡秀一、桜庭武、橋本正次郎らの指導を受けた。
左大外刈や一本背負投、固技に長じ、1928年7月に大連で催された全東京学生軍と全満州軍との対抗試合や1930年4月に京城で開催の東京高師軍と全京城軍との対抗試合、同年10月の明治神宮10年鎮座祭に出場、活躍した。
1931年1月に講道館4段位で東京高師を卒業後は1932年3月より静岡中学校（現・静岡県立静岡高等学校）へ奉職、1939年5月からは帝国陸軍に幹部候補生として従軍し陸軍戸山学校教官を兼任して、3年後の1942年6月に階級中尉で召集解除となった。静岡時代には近くに住んでいた大蝶美夫（のち講道館9段）と毎晩のように技の研究を行い、1936年の第6回全日本選士権大会に際しては第3区予選で準優勝に輝き、本大会出場はならなかったものの嘗ての師である嘉納治五郎から表彰状を直接受けている。
1943年5月まで都合10年余りの静岡勤務の後は内閣総理大臣の命により、地方事務官・埼玉県教学課の視学官として埼玉県教育委員会事務局に勤務。
終戦後の混乱の中で犯罪や利己主義が蔓延する当時の社会情勢下、古曳は嘉納の訓えである「自他共栄」を精神的支柱とした教育方針を貫き、県民の心の教育に明け暮れたという。
1948年10月25日の夜間に埼玉県庁舎が全焼した時には、寝間着姿のまま水をかぶって燃え盛る庁舎に向かい、何度も火の海に飛び込んでは知事室から重要書類を運び出した。
この活躍は埼玉県庁の職員の間で後々まで語り継がれたものの古曳自身が周囲に多くを語ることはなく、古曳の妻によれば「あれがないと知事が困るし、みんなが困る」と言って家を飛び出していったという。
戦後は1949年に県立児玉高校校長を任ぜられ、次いで県立本庄高校、県立久喜高校、県立川口高校と、計4校で校長を歴任した。
GHQによる占領政策の影響で教育現場が大混乱と大変革の波に揉まれた時勢、教育関連法令が毎年のように改正されるなど先の読めない状況が続く中で当時の学校運営は困難を極めたという。それでも古曳は柔道で培った不撓不屈の精神で嘉納の教育理念を軸に教育活動に邁進した。常々「教育の原点は生徒と教師との信頼関係、心のつながりである」と語っていたという。
1951年にサンフランシスコ平和条約や旧日米安保条約が調印され一部教員がその混乱を学校現場に持ち込んだ際には、毅然とした態度でこれらの教員に立ち向かって厳正に対処している。
県立川口高校では「生徒をじっくり指導したい」という本人の意向で11年間同校に留まり、柔道部が警察道場を間借りしている状況を踏まえて学校敷地内に武道場を完成させた。当時50歳を越えていたが毎日道場に現れては道衣に袖を通し、全国大会や国民体育大会に出場している現役選手達と激しい乱取稽古をこなしていた。この頃の古曳は嘗て名門として鳴らした旧制川口中学時代の復活を夢見ていたという。
柔道部の教え子の1人である城所富男（のち埼玉県柔道連盟理事長）に拠れば、その指導は大変厳しく部員が試合で勝っても褒める事はせず、講道館の月次試合で9人を抜いて10人目で引き分けた報告をした際には「そうか、来月は10人目も勝ち抜け」と言うのみであった。
その他、プールや体育館など老朽化した校内の運動設備もいち早く更新し、グラウンドの拡張に伴うサッカー場・野球場の整備や合宿所の設置など教師と生徒に教育の場を与える事に奔走した。
柔道界においては1950年5月の埼玉県柔道連盟創立に尽力し、同年10月には埼玉県体育協会への加盟に漕ぎ着けた。翌51年3月25日に創立1周年を記念して大会が開催された際、当時県立本庄高校の校長であった古曳は投の形を演武し、審判長の三船久蔵はじめ満場の観衆から拍手を浴びている。その後も連盟規約の制定や各種大会運営などを巡っては歴代会長からその知見を頼られ各委員を歴任した。
また、自身が旧制中学校時代に出場した全国大会を後進の若者にも経験させたいと考え、埼玉県高校体育連盟の柔道専門部を発足させて1952年2月には県大会を開催。更に都立国立高校の細川熊蔵や平安高校の森下勇らと共に全国高校体育連盟柔道専門部を組織してインターハイでの柔道競技実施も実現した。翌53年には関東大会も開催し、自身が校長を務める高校だけでなく他校の教師・生徒達の切磋琢磨をも期して、1966年3月に定年退職するまで15年の永きに渡り埼玉の部長ならびに全国の副部長として各大会の継続開催に努めた。
このように高校柔道を中心に埼玉県柔道界の普及と振興に尽力した古曳は1967年に埼玉県で清新国体が開催されるまで柔道関係者に影響を与え、その振興に果たした功績は極めて大きく県下関係者にその名を知らない者がいなかったという。
プライベートでは趣味の旅行や囲碁に興じたほかカメラの腕前はプロ級で、しばしばカメラを担いで富士山を巡っていた。自宅の一室を暗室に改造する程の熱の入れようで、富士山の写真を柔道部員達に見せる時だけは、道場では見せない優しい目で丁寧に説明をしていたという。
酒もやらず煙草も吸わず、「俺はテレビは買わない。息子が東大で行って弁護士になりたいと言うが、カメラなら息子の邪魔をしなくて済む」と自分に言い聞かせるように語っていた古曳を、前述の城所はその人柄が判るエピソードとして講道館の機関誌『柔道』に寄稿している。
定年退職後は学校講道館の指導責任者となって引き続き多くの若者たちの指導に汗を流し、多大な柔道界への貢献が認められて1988年4月の嘉納師範50年祭に際し9段位を允許。昇段に際し古曳は「9段に列せられた事はこの上ない喜び」と謙虚に述べ「思うに誠に悔いのないわが柔道人生であった」と自身の経歴を述懐している。
日本国政府からは勲四等瑞宝章を下賜されその後も埼玉県柔道界・教育界の重鎮として活躍したが、97歳の誕生日を2週間後に控えた2003年の2月6日、午後8時15分に眠るように他界した。
葬儀は自宅のあったさいたま市で執り行われ、講道館からは安部一郎や醍醐敏郎、村田直樹、その他多くの教え子らも駆け付けて別れを告げた。遺骨は古曳が生前愛した富士山の麓の冨士霊園に妻と共に埋葬されている。